# 인생 이야기
《인생 이야기》(영어: Being Human)는 1993년 개봉한 영국의 코미디 드라마 영화이다.

## 출연진
- 로빈 윌리엄스
- 존 터투로
- 빌 나이
- 빈센트 도노프리오
- 로버트 칼라일
- 테리사 러셀
- 사이먼 맥버니
- 헥터 엘리존도
- 존 핀
- 윌리엄 H. 메이시
- 로레인 브라코
- 안나 갈리에나
- 조너선 하이드
- 이완 맥그리거
- 린지 크라우스